# Паранеопластические синдромы
Паранеопластический синдром (ПНС) — клинико-лабораторное проявление злокачественной опухоли, обусловленное не её локальным или метастатическим ростом, а неспецифическими реакциями со стороны различных органов и систем или эктопической продукцией опухолью биологически активных веществ. Паранеопластические синдромы распространены у пациентов среднего и пожилого возраста, и наиболее часто развиваются при раке лёгких, молочной железы, яичников, а также при лимфоме. Иногда симптомы паранеопластического синдрома манифестируют ещё до диагностики злокачественной опухоли.

## Классификация
Паранеопластические синдромы разделяются на четыре основные категории — эндокринные, неврологические, кожно-слизистые и гематологические ПНС, а также другие, не включённые в основные категории:
| Группа синдромов           | Синдром                                        | Опухоли, ответственные за развитие ПНС                                                            | Механизм развития                                   |
| Эндокринные                |                                                |                                                                                                   |                                                     |
| -------------------------- | ---------------------------------------------- | ------------------------------------------------------------------------------------------------- | --------------------------------------------------- |
| Эндокринные                | Синдром гиперкортицизма                        | - Мелкоклеточный рак лёгких - Рак поджелудочной железы - Опухоли нервной системы - Тимома         | Эктопический АКТГ или АКТГ-подобные вещества        |
| Эндокринные                | СНАДГ                                          | - Мелкоклеточный рак лёгких - Опухоли ЦНС                                                         | Предсердный натрийуретический пептид                |
| Эндокринные                | Гиперкальциемия                                | - Рак лёгких (особенно плоскоклеточный) - Рак молочной железы - Рак почки - Лимфома - Рак яичника | PTHrP, TGF-α, ФНО, IL-1                             |
| Эндокринные                | Гипогликемия                                   | - Фибросаркома - Другие мезенхимальные саркомы - Гепатоцеллюлярная карцинома                      | Инсулин или инсулиноподобные вещества               |
| Эндокринные                | Карциноидный синдром                           | - Бронхиальная аденома (по типу карциноида) - Рак поджелудочной железы - Рак желудка              | Серотонин, брадикинин                               |
| Эндокринные                | Полицитемия                                    | См. гематологические ПНС                                                                          | См. гематологические ПНС                            |
| Неврологические            | Миастенический синдром Ламберта — Итона        | - Мелкоклеточный рак лёгкого                                                                      | Иммунный                                            |
| Неврологические            | Паранеопластическая мозжечковая дегенерация    | - Рак лёгких - Рак яичника - Рак молочной железы                                                  |                                                     |
| Неврологические            | Энцефаломиелит                                 |                                                                                                   | Воспаление головного и спинного мозга               |
| Неврологические            | Лимбический энцефалит                          |                                                                                                   |                                                     |
| Неврологические            | Анти-NMDA-рецепторный энцефалит                | - Тератома яичника                                                                                | Иммунный                                            |
| Неврологические            | Стволовой энцефалит                            |                                                                                                   |                                                     |
| Неврологические            | Опсоклонус                                     | - Нейробластома                                                                                   |                                                     |
| Неврологические            | Полимиозит                                     |                                                                                                   |                                                     |
| Кожно-слизистые            | Acanthosis nigricans                           | - Рак желудка - Рак лёгких - Рак матки                                                            | - Иммунологический - Секреция ЭФР                   |
| Кожно-слизистые            | Дерматомиозит                                  | - Бронхогенный рак - Рак молочной железы                                                          | Иммунологический                                    |
| Кожно-слизистые            | Симптом Лесера — Трела                         |                                                                                                   |                                                     |
| Кожно-слизистые            | Некролитическая мигрирующая эритема            | Глюкагонома                                                                                       |                                                     |
| Кожно-слизистые            | Синдром Свита                                  |                                                                                                   |                                                     |
| Кожно-слизистые            | Цветущий папилломатоз кожи                     |                                                                                                   |                                                     |
| Кожно-слизистые            | Герпетиформный дерматит Дюринга                |                                                                                                   |                                                     |
| Кожно-слизистые            | Гангренозная пиодермия                         |                                                                                                   |                                                     |
| Гипертрихоз пушковых волос |                                                |                                                                                                   |                                                     |
| Гематологические           | Гранулоцитоз                                   |                                                                                                   | Гранулоцитарный колониестимулирующий фактор         |
| Гематологические           | Полицитемия                                    | - Рак почки - Гемангиома мозжечка - Гепатоцеллюлярная карцинома                                   | Эритропоэтин                                        |
| Гематологические           | Мигрирующие венозные тромбозы (синдром Труссо) | - Рак поджелудочной железы - Бронхогенный рак                                                     | Муцины, активизирующие тромбоз, others              |
| Гематологические           | Небактериальный тромботический эндокардит      | - Поздние стадии рака                                                                             | Гиперкоагуляция                                     |
| Гематологические           | Анемия                                         | - Опухоли тимуса                                                                                  | Неизвестно                                          |
| Разные                     | Мембранозный гломерулонефрит                   | - Разные                                                                                          | - Опухоль-специфичные антигены - Иммунные комплексы |
| Разные                     | Онкогенная остеомаляция                        | - Гемангиоперицитома                                                                              | - FGF-23 (Фактор роста фибробластов-23)             |

## Неврологические ПНС
Наиболее тяжёлая в клиническом отношении группа паранеопластических синдромов — паранеопластические неврологические расстройства. Эти синдромы могут вовлекать как центральную, так и периферическую нервную систему; некоторые из них сопровождаются нейродегенерацией , хотя некоторые (например, миастенический синдром Ламберта — Итона) могут клинически улучшаться на фоне лечения. В числе симптомов паранеопластических неврологических расстройств — атаксия, головокружение, нистагм, затруднение глотания, потеря мышечного тонуса, нарушение координации движений, дизартрия, проблемы со зрением, расстройства сна, деменция, потеря кожной чувствительности.
Более распространены паранеопластические неврологические расстройства при раке молочной железы, лёгких, опухолях яичников, однако встречаются и при многих других злокачественных заболеваниях.
Лечение включает в себя:
1. Методы, направленные на лечение опухоли (химиотерапия, радиотерапия, хирургия);
2. Методы, направленные на уменьшение или замедление нейродегенерации. Быстрая диагностика и лечение очень важны для возможности неврологического восстановления пациента. В связи с редкостью этой патологии лишь немногие специалисты встречались с ними в клинической практике, поэтому консультация таких специалистов необходима при лечении паранеопластических неврологических расстройств.